# I Want Candy (film)
Pour les articles homonymes, voir I Want Candy.
Pour plus de détails, voir Fiche technique et Distribution.
I Want Candy est un film britannique réalisé par Stephen Surjik et sorti en 2007.

## Fiche technique
- Réalisation : Stephen Surjik
- Scénario : Peter Hewitt, Peter Hewitt, Phil Hughes, Jamie Minoprio et Jonathan M. Stern
- Musique : Murray Gold
- Durée : 87 minutes
- Langue : français, anglais
- Genre : comédie
- Date de sortie :
  - Royaume-Uni : 8 février 2007
  - France : 23 mars 2007

## Distribution
- Tom Riley : Joe Clarke
- Tom Burke : John « Baggy » Bagley
- Carmen Electra : Candy Fiveways
- Eddie Marsan : Doug Perry
- Michelle Ryan : Lila Owens
- Mackenzie Crook : Dulberg
- Felicity Montagu (en) : Val, la mère de Joe

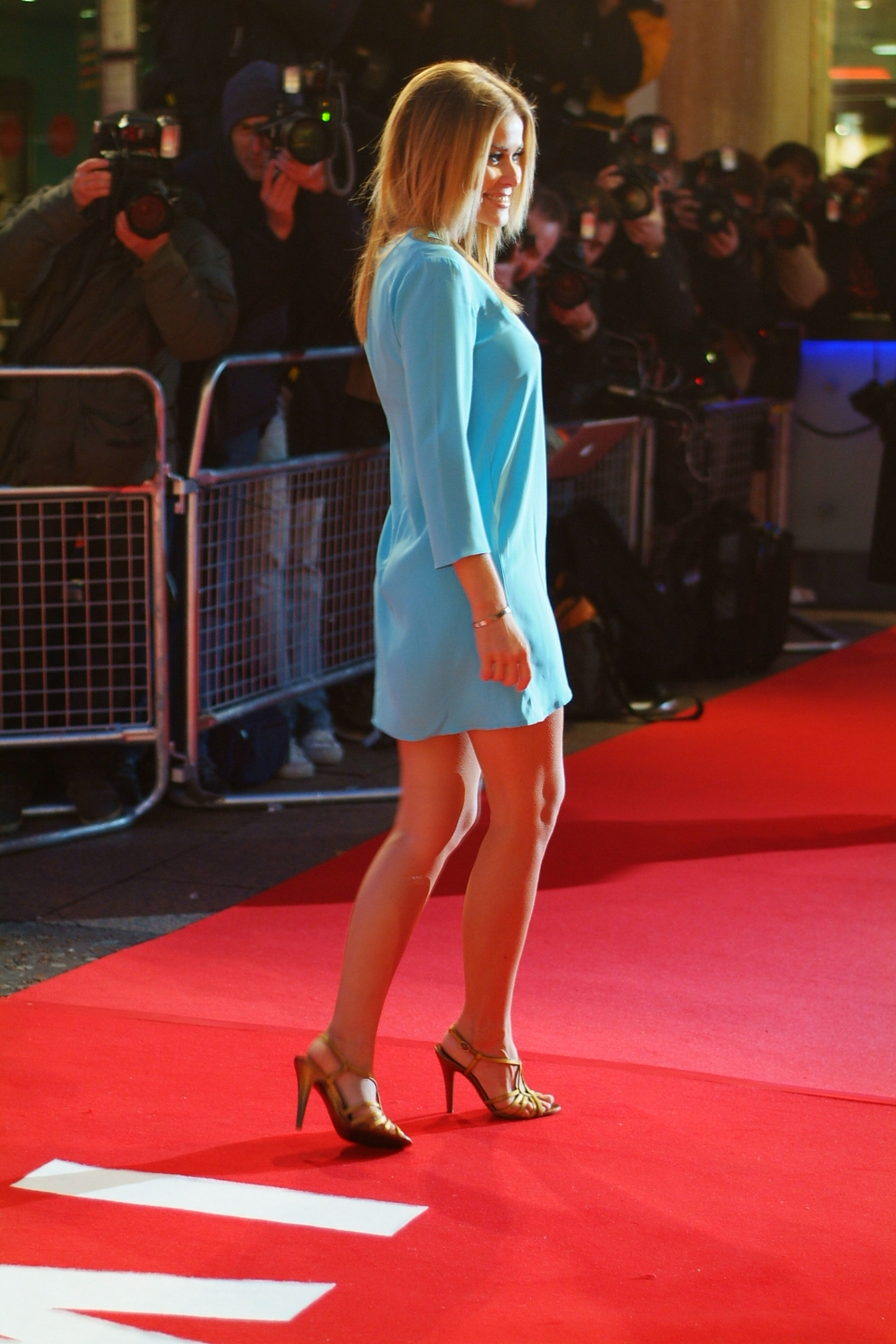
Carmen Electra lors de la première du film

- Philip Jackson : Stephen, le père de Joe
- Jimmy Carr : Video Store Guy
- John Standing : Michael de Vere
- Carl Prekopp : Vlad
- Rasmus Hardiker : Christi
- Colin Michael Carmichael : Gabi
- Stephanie Blacker : Tiffany Thomas
- Giles Alderson : Carl